# Coöperatief leren
Coöperatief leren is een onderwijsmethode die gebaseerd is op samenwerking. Kenmerkend voor coöperatief of samenwerkend leren is de noodzaak voor leerlingen om bij het uitvoeren van een leertaak met elkaar samen te werken. De klas wordt ingedeeld in kleine, heterogene groepen leerlingen, in deze coöperatieve leergroepen moeten zij met elkaar discussiëren over de leerstof, elkaar uitleg en informatie geven, elkaar overhoren en elkaars zwakke kanten aanvullen.
De achterliggende gedachte van deze vorm van leren is dat kinderen niet alleen leren van de interactie met de leerkracht, maar ook van de interactie met elkaar. Tevens is coöperatief leren niet een geheel nieuwe manier van werken, maar een aanvulling op het didactische repertoire van de leerkracht.
Het coöperatief leren is niet geheel gericht op de ontwikkeling van de eigen persoonlijkheid en kennis, maar juist ook om de ander verder te helpen met de kwaliteiten die het kind zelf al bezit. Binnen coöperatief leren worden de leerlingen uitgedaagd om zelf initiatief te nemen, elkaar te helpen en problemen samen op te lossen. De leerkracht doet hierbij zelf bewust een stapje terug. Dit is soms nog een hele opdracht voor een docent, omdat de persoon gewend is aan de positie van leidinggevende op een andere manier. Het werken aan een gedeelde verantwoordelijkheid is vaak voor beide partijen een uitdaging. Het vraagt dan ook om een geleidelijke opbouw.

## Randvoorwaarden voor coöperatief leren: De rol van de docent
Coöperatief leren houdt meer in dan leerlingen bij in een groep bij elkaar te plaatsen en hen te instrueren om samen te werken. Er kan namelijk pas gesproken worden van coöperatief leren als er voldaan wordt aan vijf basiskenmerken die door de docent in acht genomen dienen te worden. Als deze allemaal toegepast worden bij het samenwerkend leren, dan kan er pas sprake zijn van coöperatief leren.
Deze vijf basiskenmerken zijn:
1. Positieve wederzijdse afhankelijkheid: De docent zorgt ervoor dat de leerlingen van elkaar afhankelijk zijn voor het succesvol uit kunnen voeren van de groepstaak. Dit kan de docent bijvoorbeeld doen door de taak zo complex te maken dat leerlingen elkaars hulp en inzet nodig hebben om de taak succesvol te volbrengen. De docent kan bijvoorbeeld ieder groepslid een eigen rol geven (bijvoorbeeld tijdbewaker, schrijver, etc.); pas wanneer alle groepleden hun rol naar behoren vervullen kan de groepstaak succesvol worden uitgevoerd.
2. Individuele verantwoordelijkheid: Hiervan is sprake wanneer de docent ieder groepslid kan aanspreken op zijn of haar bijdrage aan het groepswerk en dit ook daadwerkelijk doet. Hiermee kan de docent proberen meeliftgedrag (een groepslid laat de rest van de groep het werk opknappen) te voorkomen.
3. Directe interactie: Interactie tussen groepsleden is van belang voor het functioneren van de groep en het leerproces van de groepsleden. De docent dient productieve interactie tussen groepsleden te stimuleren. Daarvoor mag de groep bijvoorbeeld niet te groot zijn (meestal twee tot vier leerlingen).
4. Samenwerkingsvaardigheden: Om op een goede manier te kunnen samenwerken, dienen leerlingen over samenwerkingsvaardigheden te beschikken. De docent dient hier expliciet aandacht aan te besteden en vaak zullen deze vaardigheden, voordat er begonnen kan worden met coöperatief leren, aangeleerd dienen te worden.
5. Evaluatie van het groepsproces: Het is van belang dat, na afloop van de samenwerking, de groepsleden met elkaar bespreken hoe zij de samenwerking ervaren hebben. Wat ging er goed en wat zou er in de toekomst beter kunnen? De docent dient hier dus tijd voor vrij te maken.

Positieve wederzijdse afhankelijkheid en individuele verantwoordelijkheid kunnen als de belangrijkste randvoorwaarden gezien worden. Uit internationaal onderzoek blijkt dat wanneer de docent deze twee randvoorwaarden realiseert, de prestaties van de leerlingen het beste zijn.

## Het effect van coöperatief leren
Met name in de Verenigde Staten is veel wetenschappelijk onderzoek gedaan naar de effecten van coöperatief leren op de leerprestaties van leerlingen. Diverse overzichtsstudies laten zien dat wanneer docenten de bovengenoemde randvoorwaarden in acht nemen, coöperatief leren tot statistisch significant betere leerprestaties leidt dan individueel leren. Daarnaast blijkt coöperatief leren ook een positieve invloed te hebben op het zelfvertrouwen en de sociale vaardigheden van leerlingen.
De verklaring voor de gevonden effecten van coöperatief leren wordt gezocht in de interacties tussen de groepsleden. Diverse onderzoeken laten zien dat met name het geven van uitleg en het ontvangen van uitleg een krachtige bijdrage levert aan de leerprestaties van leerlingen. Leerlingen die veel uitleg geven aan groepsleden tijdens het samenwerken en leerlingen die veel uitleg ontvangen tijdens het samenwerken, leren meer dan leerlingen die weinig uitleg geven of ontvangen.

## Implementatie van coöperatief leren
Hoewel coöperatief leren een belangrijke bijdrage kan leveren aan de leerprestaties van leerlingen, blijkt het in de praktijk niet altijd mee te vallen om coöperatief leren op een goede manier te realiseren in het onderwijs. Docenten zullen dus ook opgeleid en getraind dienen te worden in het gebruik van coöperatief leren in hun lessen. Docenten rapporteren regelmatig problemen bij het inzetten van coöperatief leren tijdens hun lessen. Deze problemen hebben bijvoorbeeld betrekking op het organiseren van groepswerk, het begeleiden van groepswerk, onrust in de klas, ordeproblemen en samenwerkingsproblemen en meeliftgedrag. Wanneer docenten op een systematische manier, gedurende een langere periode, getraind worden in het gebruik van coöperatief leren, blijken zij in staat te zijn om coöperatief leren in hun lessen in te zetten en deze problemen het hoofd te bieden.